# Дидактика вищої школи
Університетська дидактика займається навчанням і викладанням саме в університетах і допомагає розробити високоякісне університетське викладання, тоді як дидактика (від давньогрецького διδάσκειν didáskein, німецьке «навчання») загалом описує «мистецтво» та «науку» навчання та викладання на всіх рівнях. Іншими словами, викладання та навчання в науці розглядаються як предмет і мета дидактичної дискусії, завдяки чому диференціація, пов'язана з предметом або дисципліною, і типова для університету є можливою та необхідною.
Університетські дидактичні пропозиції в ряді країн, як правило, надаються міждисциплінарним та предметно-специфічним шляхом університетськими дидактичними центрами та офісами, установами управління знаннями, підвищення якості навчання та викладання, відділами подальшої освіти та розвитку персоналу в класичних університетах та університетах прикладних наук, в рамках окремих проектів та програм, в мережах та окремими особами, вченими.

## Загальна характеристика
Університетська дидактика не є розширенням шкільної педагогіки чи її перенесенням до іншої форми закладу, а скоріше «вона залежить від теорії, історії та соціології науки. Університетська дидактика не може бути відокремлена від наукових досліджень і наукової дидактики […]» . У деяких академічних дискусіях термін «наукова дидактика» є більш прихильним, таким чином звертаючись до дидактики вищої освіти як до науки, яка спирається на багато дисциплінарних джерел.
На додаток до попередньої дидактичної моделі з її фокусом на плануванні та систематичній реалізації викладання, наразі виникає більш динамічне розуміння, яке живиться частково новою або перезваженою рольовою моделлю викладачів університету: «Викладач як тренер». Вважається важливою здатність планувати викладання, орієнтоване на студента, а не на викладача, тобто думати про викладання з точки зору навчання (а не навпаки) і планувати його постійно. Однак існує мало літератури і навчальних курсів про те, як дати студентам більше простору для самоконтролю, а потім розумно реагувати на їхні непередбачувані дії, хоча теоретичне та емпіричне обґрунтування того, що це важливо, здається стабільним.

## Інтернет-ресурси

### навчальні програми
- MHE, Universität Hamburg (Regelstudienzeit: 4 Semester, berufsbegleitend): Masterstudiengang Higher Education, weitgehend als Online-Studium konzipiert

- MOHE, Donau-Universität Krems (4 Semester berufsbegleitend): «Master of Higher Education — Exzellente Hochschullehre» vermittelt Lehrqualifikationen für eine Lehrtätigkeit an Hochschulen.

- MEDIAN_HE, Technische Hochschule Mittelhessen (Regelstudienzeit: 3 Semester in Vollzeit, 5 Semester in Teilzeit): Der Studiengang «Methodik und Didaktik in angewandten Wissenschaften_Higher Education» ist für alle Fachdisziplinen offen und richtet sich an Absolventen eines ersten Fachstudiengangabschlusses (unabhängig von der fachlichen Ausrichtung), die Interesse an einer Weiterentwicklung der Fachdidaktik haben. Abschluss: «Master of Arts».

### платформи, портали та блоги
- Forum Hochschuldidaktik: Austauschplattform, interaktiv, kostenlose Registrierung
- Deutscher Bildungsserver: vermischte, kommentierte Links rund um Hochschuldidaktik
- Blog: Digitale Lehre und E-Learning an der TU Berlin Archiv der Live-Mitschnitte und Berichte zum Tag der Lehre an der TU Berlin. Der Praxisblog dient wissenschaftlichem Personal als interdisziplinäre Online-Plattform zum Austausch über digitale Lehre und E-Learning. Er wird betrieben durch das Online-Lehre-Team der Zentraleinrichtung Weiterbildung und Kooperation (ZEWK) an der TU Berlin.
- e-teaching.org[9] wissenschaftlich fundierte und praxisorientierte Informationen zur Gestaltung von Hochschulbildung mit digitalen Medien. Kuratiert durch das Leibniz-Institut für Wissensmedien (IWM)

### Товариства
- Німецьке товариство університетської дидактики
- Австрійське товариство університетської дидактики
- Німецьке товариство університетської дидактики